# 行政訴訟法 (中華民國)
《行政訴訟法》，為中華民國的一部行政法典，為處理行政事件訴訟程序之法律，與訴願法共同構成行政爭訟制度。並以保障人民權益，確保國家行政權之合法行使，增進司法功能為宗旨。

## 沿革
- 1914年5月28日北洋政府公布施行行政訴訟條例。[1]
- 1914年7月20日行政訴訟法公布施行。
- 1932年11月17日國民政府成立後，於司法院下設行政法院，並公布行政訴訟法，1933年6月23日正式施行，為台灣現行行政訴訟制度之濫觴。公布之初僅27條，期間歷經5次小幅度修正，條文增至34條，然其僅採一級一審制，相較於民事訴訟與刑事訴訟之三級三審制，內容簡略。
- 1998年10月28日總統令修正公布全文308條，2000年7月1日施行。本次修正後，行政訴訟改採二級二審制度，成立臺北高等行政法院、臺中高等行政法院及高雄高等行政法院及改制原行政法院為最高行政法院，整體行政訴訟制度作出大幅度修正。
- 2012年9月6日施行修正後之行政訴訟法 （页面存档备份，存于），本次修正改採三級二審制，在各地方法院設置行政訴訟庭，將原本行政訴訟之簡易訴訟程序事件之第一審及保全程序事件及強制執行事件，改由地方法院行政訴訟庭受理，並且將原本由普通法院受理之違反道路交通管理處罰條例裁決救濟事件，改依行政訴訟程序審理。

## 內容

### 訴訟種類

#### 撤銷訴訟
行政訴訟法第4條規定：「人民因中央或地方機關之違法行政處分，認為損害其權利或法律上之利益，經依訴願法提起訴願而不服其決定，或提起訴願逾三個月不為決定，或延長訴願決定期間逾二個月不為決定者，得向行政法院提起撤銷訴訟。逾越權限或濫用權力之行政處分，以違法論。訴願人以外之利害關係人，認為第一項訴願決定，損害其權利或法律上之利益者，得向行政法院提起撤銷訴訟。」
訴訟人周家信撤銷原處分案例：臺中高等行政法院99年簡字10號判決書 （页面存档备份，存于）、苗栗地方法院行政訴訟101年簡字第3號 （页面存档备份，存于）與臺灣苗栗地方法院行政訴訟判決101年度簡字第9號 （页面存档备份，存于）.

#### 課予義務訴訟
行政訴訟法第5條規定：「人民因中央或地方機關對其依法申請之案件，於法令所定期間內應作為而不作為，認為其權利或法律上利益受損害者，經依訴願程序後，得向行政法院提起請求該機關應為行政處分或應為特定內容之行政處分之訴訟。人民因中央或地方機關對其依法申請之案件，予以駁回，認為其權利或法律上利益受違法損害者，經依訴願程序後，得向行政法院提起請求該機關應為行政處分或應為特定內容之行政處分之訴訟。」

#### 一般給付訴訟
行政訴訟法第8條規定：「人民與中央或地方機關間，因公法上原因發生財產上之給付或請求作成行政處分以外之其他非財產上之給付，得提起給付訴訟。因公法上契約發生之給付，亦同。前項給付訴訟之裁判，以行政處分應否撤銷為據者，應於依第四條第一項或第三項提起撤銷訴訟時，併為請求。原告未為請求者，審判長應告以得為請求。」

#### 確認訴訟
行政訴訟法第6條規定：「確認行政處分無效及確認公法上法律關係成立或不成立之訴訟，非原告有即受確認判決之法律上利益者，不得提起之。其確認已執行而無回復原狀可能之行政處分或已消滅之行政處分為違法之訴訟，亦同。確認行政處分無效之訴訟，須已向原處分機關請求確認其無效未被允許，或經請求後於三十日內不為確答者，始得提起之。確認訴訟，於原告得提起或可得提起撤銷訴訟、課予義務訴訟或一般給付訴訟者，不得提起之。但確認行政處分無效之訴訟，不在此限。應提起撤銷訴訟、課予義務訴訟，誤為提起確認行政處分無效之訴訟，其未經訴願程序者，行政法院應以裁定將該事件移送於訴願管轄機關，並以行政法院收受訴狀之時，視為提起訴願。」

#### 維護公益訴訟
行政訴訟法第9條：「人民為維護公益，就無關自己權利及法律上利益之事項，對於行政機關之違法行為，得提起行政訴訟。但以法律有特別規定者為限。」

#### 合併訴訟
行政訴訟法第7條規定：「提起行政訴訟，得於同一程序中，合併請求損害賠償或其他財產上給付。」

#### 選舉罷免爭議訴訟
行政訴訟法第10條:「選舉罷免事件之爭議，除法律別有規定外，得依本法提起行政訴訟。」
其中法律別有規定請參照總統副總統選舉罷免法第110、112條，公職人員選舉罷免法第126、128條。

### 訴訟管轄
- 採司法二元主義，民、刑事案件由普通法院管轄，行政事件由行政法院管轄。其中行政法院分為最高行政法院、高等行政法院、高等行政法院地方行政訴訟庭三級，管轄行政訴訟事件。
- 管轄恆定原則:行政法院之管轄以起訴時為準。

### 訴訟當事人
行政訴訟法第22條規定：「自然人、法人、中央及地方機關、非法人之團體，有當事人能力。」至於所謂的當事人，依同法第23條規定，謂原告、被告及參加訴訟之人。

### 引用
1. ↑  行政救濟與行政法學，蔡志方著，三民書局, 1993年出版

## 外部連結
- 行政訴訟法 （页面存档备份，存于）
- 行政訴訟法─全國法規資料庫 （页面存档备份，存于）
- 行政訴訟法─立法院法律系統[]